# المالی، آذربایجان
المالی (به لاتین: Almaly) منطقه‌ای مسکونی در جمهوری آذربایجان است که در شهرستان داش‌کسن واقع شده‌است.